# 拉德万部队
拉德万部队是真主党的一支特種部隊。其主要任务是渗透以色列的加利利以及以色列北部。
真主党自1990年代以来就開始训练特種部隊，後來特種部隊於2008年更名拉德万部队，名字來自於伊迈德·穆格尼耶的一個名字“哈吉·拉德万”。
尽管联合国安全理事会第1701号决议要求真主党將军队撤至利塔尼河以北， 但真主党依然將拉德万部队仍然部署在蓝线沿线，並一直监视以色列北部以及收集情报。 该部队還介入叙利亚内战、以色列—真主黨衝突以及2023年哈瑪斯襲擊以色列。